# کریستیان گلیبو
کریستیان گلیبو (انگلیسی: Kristjan Glibo؛ زادهٔ ۱ آوریل ۱۹۸۲) بازیکن فوتبال اهل آلمان است.
از باشگاه‌هایی که در آن بازی کرده‌است می‌توان به باشگاه فوتبال وهن ویسبادن، باشگاه فوتبال اس‌وی زاندهاوزن، باشگاه فوتبال کایزرسلاوترن، و باشگاه فوتبال یان رگنسبورگ اشاره کرد.